# Arae in Numidia
Arae in Numidia (łac. Diocesis Arensis in Numidia) – stolica historycznej diecezji w Cesarstwie rzymskim w prowincji Numidia zlikwidowana w VII w. podczas ekspansji islamskiej, współcześnie w północnej Algierii. Obecnie katolickie biskupstwo tytularne. 

## Biskupi tytularni
| Lp. | Biskup                  | Funkcja                                | Od               | Do               |
| --- | ----------------------- | -------------------------------------- | ---------------- | ---------------- |
| 1   | José Gabriel Diaz Cueva | biskup pomocniczy Cuenca (Ekwador)     | 13 stycznia 1964 | 26 czerwca 1968  |
| 2   | Endre Hamvas            | emerytowany biskup Kalocsa (Węgry)     | 10 stycznia 1969 | 3 kwietnia 1970  |
| 3   | José Gea Escolano       | biskup pomocniczy Walencji (Hiszpania) | 25 marca 1971    | 10 września 1976 |
| 4   | Martino Giusti          | urzędnik Kurii Rzymskiej               | 24 maja 1984     | 1 grudnia 1987   |
| 5   | John Gabriel            | biskup pomocniczy Bassein (Birma)      | 30 stycznia 1988 | 7 grudnia 1989   |
| 6   | Thomas Dabre            | biskup pomocniczy Bombaju (Indie)      | 2 kwietnia 1990  | 22 maja 1998     |
| 7   | Paul Dahdah             | wikariusz apostolski Bejrutu (Liban)   | 30 lipca 1999    |                  |